# 甲子高原フジヤホテル
甲子高原フジヤホテル（かしこうげんフジヤホテル）は、福島県西白河郡西郷村にあるホテル、並びにその運営会社（株式会社甲子高原フジヤホテル）である。

## 概要
創業は1967年（昭和42年）10月4日。国道289号線沿いの新甲子温泉に位置している。温泉は甲子温泉から引湯している。

## 沿革
- 1967年（昭和42年）10月4日 - 創業。
- 1978年（昭和53年）11月1日 - 株式会社甲子高原フジヤホテル 設立。
- 時期不詳 - 建物の老朽化のため営業休止。

## アクセス

### 鉄道
- 東日本旅客鉄道（JR東日本）新白河駅より路線バス（福島交通）で約38分「高原ホテル前」停留所下車徒歩3分[* 1]。

### 自動車
- 東北自動車道 白河ICより国道289号経由で約16km